# Renzo Russo
Pour les articles homonymes, voir Russo.
Renzo Russo est un réalisateur, scénariste, monteur et producteur de cinéma italien.

## Biographie
Russo a vécu au Venezuela dans les années 1950, où il a également réalisé le long métrage Noche de milagros en 1953. En 1961, il sort le documentaire Lettere dal Venezuela ; un an plus tard, il réalise son premier film érotique mondo, un genre en vogue à l'époque, qui combine des scènes de boîtes de nuit et d'autres attractions avec une courte intrigue. De retour en Italie, Russo a tourné d'autres films de ce type en tant que réalisateur, producteur et scénariste entre 1962 et 1964. De temps en temps, il montait lui-même les œuvres, qui ont toutes été projetées dans plusieurs pays européens comme la France et l'Allemagne. Après une pause de quelques années, il est finalement apparu pour la dernière fois au cinéma avec le giallo La Peau qui brûle.

## Filmographie

### Réalisateur
- 1954 : Noche de milagros
- 1961 : Les Nuits frénétiques (Tropico di notte)
- 1961 : Lettera dal Venezuela — documentaire
- 1962 : Filles sexy de nuit (it) (Mondo caldo di notte)
- 1962 : Sexy (it)
- 1964 : Toujours plus nu (it) (Europa: operazione strip-tease)
- 1964 : Les Danseuses du désir (it) (Per una valigia piena di donne)
- 1969 : Sexyrama — documentaire
- 1972 : La Peau qui brûle (La rossa dalla pelle che scotta)